# Marcus Nissen Myhlenphort
Marcus Nissen Myhlenphort (* 26. Februar 1759 in Kristiansund; † 7. Dezember 1821 in Nuuk) war ein norwegischer und später dänischer Kaufmann und Inspektor in Grönland.

## Leben

### Frühes Leben
Marcus Nissen Myhlenphort war der Sohn des Kaufmanns Johan Christopher Myhlenphort (1729–1777) und seiner Frau Anna Elisabeth Mechlenborg (1735–1772). Er besuchte die Schule in seiner Heimatstadt Kristiansund und absolvierte anschließend eine Beamtenausbildung ohne Studium bei verschiedenen Amtsbüros. 1775 ist er in Meldal bezeugt, 1781 in Trondheim und 1783 in Molde. Anschließend zog er nach Kopenhagen, um an der dortigen Universität doch noch Jura zu studieren. Am 14. November 1785 absolvierte er das juristische Examen. Anschließend bemühte er sich um eine Stellung bei Den Kongelige Grønlandske Handel, sobald eine solche freiwerden sollte. Der Cousin seines Vaters, Jørgen Meyer Myhlenphort (1729–1797), war von 1761 bis 1775 als Missionar in Grönland tätig gewesen. Sein Großonkel Diedrich Myhlenphort (1689–1746) war 1728 Kapitän des Schiffs gewesen, das unter anderem Claus Paars nach Grönland brachte. Während Marcus Nissen Myhlenphort auf eine Anstellung beim Handel wartete, begab er sich nach Norwegen und verbrachte den Winter bei seiner Schwester und ihrem Ehemann.

### Zeit als Anlagenverwalter in Illutsiaq und Kitsissut
Nach dem Winter machte er sich wieder nach Kopenhagen auf, wo er am 30. April 1786 ankam, um zu erfahren, dass er eine Anstellung in Grönland erhalten hatte. Während er auf seine Abreise wartete, war er als Büroassistent tätig. Die Abreise fand am 1. Juni statt, aber wegen der Windverhältnisse musste man drei Wochen lang in dänischen Gewässern ausharren. Unter den zahlreichen wartenden Schiffen befand sich auch das, auf dem Jens Clausen Wille nach Grönland reisen sollte, um die Stelle als Inspektor von Nordgrönland anzutreten, und Myhlenphort konnte so Bekanntschaft mit seinem zukünftigen Vorgesetzten machen. Auch nachdem man die dänischen Gewässer verlassen hatte, verbesserten sich die Windverhältnisse nicht, sodass das Schiff noch zweimal in Norwegen einlaufen musste. Erst am 21. Juli konnte das Schiff sich wieder auf den Weg nach Grönland machen. Ende August wurde das Kap Farvel umrundet. In den grönländischen Gewässern hatte das Schiff mit Eisbergen und Stürmen zu kämpfen und unter den Passagieren brach Skorbut aus, wovon Myhlenphort jedoch verschont blieb. Am 26. September erreichte man endlich die Loge Godhavn in Qeqertarsuaq nach fast vier Monaten auf See. Inspektor Wille war bereits Wochen zuvor angekommen und man hatte bereits damit gerechnet, dass das Schiff gesunken war.
Marcus Nissen Myhlenphort wurde zum Leiter der Walfängeranlage in Illutsiaq ernannt, die sich acht Kilometer südlich der Kolonie Ritenbenk in Appat befand. Auf der Überfahrt von Qeqertarsuaq nach Illutsiaq sank das Boot, als es vor Kitsissuarsuit lag, sodass Myhlenphort einige Tage bei einer grönländischen Familie verbringen musste. Als er in der Kolonie Christianshaab in Qasigiannguit ankam, sah er, wie man begonnen hatte, Robben mit Netzen (Garn) zu fangen. Diese Versuche wurden vom dänischen Böttcher Lars Lynge durchgeführt. Als Nächstes lief man die Missionsloge und Walfängeranlage Claushavn in Ilimanaq an und anschließend die Kolonie Jakobshavn in Ilulissat, wo Myhlenphort seine Cousine Johanne Dorothea Mechlenborg (1756–1835) traf, die seit 1884 mit dem Kolonialverwalter Jens Peter Hansen Glomstad verheiratet war. In Alluttoq lernte er Carl Dalager kennen. Am 5. November erreichte er die Kolonie Ritenbenk und am 10. November erreichte er Illutsiaq, wo er sein Amt antreten konnte. Nach seinen Erfahrungen in Qasigiannguit begann er selbst mit dem neuartigen Garnfang und war erfolgreich.
Im Juni 1787 erhielt er die Auskunft, dass er zum Oberassistenten der Loge Kronprinsens Ejlande in Kitsissut ernannt worden ist. Er trat das Amt am 1. Juli 1787 an. Er untersuchte, ob der Walfang auch von Kitsissuarsuit aus betrieben werden konnte, und war dabei so erfolgreich, dass kurz darauf eine Walfängeranlage gegründet wurde, die aber zum Kolonialdistrikt Egedesminde gehörte. In Kitsissut lebte auch Lars Lynges halbgrönländischer Sohn Albrecht Lynge und mit ihm perfektionierte Myhlenphort den Garnfang, der für lange Zeit die wirtschaftliche Grundlage Grönlands darstellen sollte.

### Zeit als Kolonialverwalter in Ilulissat, Aasiaat und Sisimiut
Nachdem Kolonialverwalter Glomstad im April 1788 gestorben war, übernahm er am 30. Juli dieses Amt in der Kolonie Jakobshavn. Albrecht Lynge und seine Familie folgten ihm. Er intensivierte den Garnfang und war so erfolgreich, dass er einige Udsteder gründete, um dort ebenfalls Garnfang betreiben zu lassen. Albrecht Lynge ließ sich in Oqaatsut nieder und dort wurde die erste grönländische Jagdkooperation gegründet. Unter seine Amtszeit fällt zudem der Umbau der Kirche in Ilulissat. Für seinen guten Dienst bis dahin wurde er um 1790 mit einer Medaille ausgezeichnet. 1790 wurde sein neuer Vorgesetzter Børge Johan Schultz, der Jens Clausen Wille nachfolgte.
Am 29. September 1791 ließ er sich in die Kolonie Egedesminde in Aasiaat versetzen, die stark unter den Folgen der großen Epidemie von 1785/86 zu kämpfen hatte. Myhlenphort gelang es, die Kolonie wieder aufzubauen. Der Garnfang spielte dabei eine große Rolle und hatte mittlerweile zu einem wirtschaftlichen Aufschwung in der gesamten Diskobucht geführt. Auch hierhin war Albrecht Lynge mit seiner Familie mitgekommen. Im September 1792 fiel der Kolonialverwalter einmal vom Schiff, wurde vom Steven und einem Nagel getroffen und trieb dann ab, bevor er gerettet werden konnte. Er überstand den Zwischenfall ohne größere Folgen, da ihm eine hervorragende Gesundheit zugeschrieben wird, weswegen er im Gegensatz zu vielen anderen Europäern in Grönland auch nie von Skorbut geplagt wurde. Myhlenphort wird auch die Erfindung des Schießsegels zugeschrieben, einem Sichtschutz, dass das ungesehene Heranpirschen an auf dem Eis liegenden Robben ermöglichte und später zur Standardausrüstung grönländischer Jäger gehörte. Zum Ende des Jahrhunderts war Egedesminde die erfolgreichste Kolonie ganz Nordgrönlands. 1800 kam es jedoch zu einer weiteren Pockenepidemie, der erneut fast die gesamte Bevölkerung der Kolonie zum Opfer fiel. Myhlenphort war offenbar verlobt und sollte im Sommer 1800 das Fräulein Alberg heiraten, aber sie starb kurz vor der Abreise nach Grönland. Es ist unbekannt, ob Myhlenphort seine Verlobte jemals gesehen hatte oder ob die Ehe von seiner Heimat aus arrangiert worden war, nachdem er Europa bereits seit 14 Jahren nicht mehr gesehen hatte. Im September 1800 starb auch Albrecht Lynge an der Epidemie. Seit 1797 war Claus Bendeke Børge Johan Schultz’ Nachfolger als Inspektor von Nordgrönland.
Im April 1800 wurde ihm die Stelle als Kolonialverwalter der Kolonie Holsteinsborg in Sisimiut in Südgrönland angeboten. Die Lage war kompliziert und man traute es nur Myhlenphort zu, diese zu verbessern. Widerwillig nahm er das Angebot an, aber im selben Jahr hatte sich die Pockenepidemie auch bis dorthin ausgebreitet und als Myhlenphort am 29. September 1801 die Kolonie erreichte, waren drei Viertel der Bevölkerung tot. Mit ihm mitgezogen war Albrecht Lynges Witwe Ane Marie Jacobsdatter geb. Møller (1768–1833), Tochter des dänischen Katecheten Jacob Povelsen und seiner grönländischen Frau Rebecca, sowie die nun vaterlosen Kinder. Ane Marie arbeitete als Haushälterin für Myhlenphort. Bereits 1797 hatte sie die Tochter Elisabeth Augustine geboren, die das uneheliche Kind Myhlenphorts war. Sie heiratete später den Färinger Poul Hansen Laih (1803–1855) heiratete und 1847 starb. Die Familie starb einige Jahrzehnte später aus, sodass Marcus Nissen Myhlenphort keine lebenden Nachkommen mehr hat.
Marcus Nissen Myhlenphort schrieb 1799 eine Beschreibung des Kolonialdistrikts Egedesminde, die Hother Ostermann 1937 herausgab. Im Folgejahr verfasste er einen Bericht zur Pockenepidemie, den Ostermann 1935 herausgab. Bereits 1919 hatte dieser einen Bericht zum Garnfang veröffentlicht. Ebenfalls 1800 schrieb Myhlenphort einen Artikel über Möglichkeiten zur Verbesserung der Lebensverhältnisse der grönländischen Bevölkerung.

### Zeit als Inspektor
Inspektor in Südgrönland war zu diesem Zeitpunkt Niels Rosing Bull, mit dem Myhlenphort vermutlich eine familiäre oder freundschaftliche Beziehung hatte und der ebenfalls aus Kristiansund stammte. Nachdem dieser 1801 um eine Beurlaubung gebeten hatte, übernahm Myhlenphort das Inspektorenamt kommissarisch am 8. April 1802, trat das Amt aber erst am 12. August an. Bull beschloss kurz darauf, nicht nach Grönland zurückzukehren, und am 23. März 1803 erhielt Marcus Nissen Myhlenphort das Amt fest, während am selben Tag der seit 1801 kommissarisch im Amt seiende Peter Hanning Motzfeldt das Amt des Inspektors von Nordgrönland fest erhielt. Bis dahin war es üblich gewesen, dass das Inspektorenamt von dänisch-norwegischen Juristen ohne Erfahrung in Grönland ausgefüllt wird. Myhlenphort und Motzfeldt waren die ersten Inspektoren, die bereits zuvor als Kaufmann in Grönland tätig gewesen waren, obgleich Myhlenphort eine juristische Ausbildung genossen hatte. Er erhielt seinen Sitz in der Kolonie Godthaab in Nuuk. Hier konnte er wegen des fehlenden Eises zu seinem Bedauern keinen Garnfang mehr betreiben, auch wenn er, wo dies in den Fjorden möglich war, soweit es ging Versuche durchführen ließ. 1803 blühte die Habakuk-Bewegung noch einmal kurz auf, wobei es Myhlenphorts Verdienst zugeschrieben wird, dass diese schnell wieder endete.
1807 brach der Kanonenbootkrieg zwischen England und Dänemark-Norwegen aus, der dazu führte, dass keine Handelsschiffe mehr Grönland anlaufen konnte. Dies führte zu enormen Versorgungsschwierigkeiten in Grönland und beinahe zum Zusammenbruch des gesamten Kolonialwesens. Dies war die größte Herausforderung in der Amtszeit Myhlenphorts und seines nordgrönländischen Kollegen Peter Hanning Motzfeldt. Beide versuchten so gut sie konnten, die Krise zu überwinden, wobei sich Myhlenphort häufig als großzügig und wohlwollend der Bevölkerung und den Handels- und Missionsangestellten gegenüber erwies. 1809 hatte er bekannt gegeben, dass die Vorräte noch drei Jahre reichen sollten, und man rechnete mit dem Kriegsende lange vorher. Auf die Bitten seines nordgrönländischen Kollegen gab er gutmütig einen Teil des Vorrats ab, was dazu führte, dass es schließlich zu Versorgungsengpässen kam, während der Krieg kein Ende fand. Während des Kriegs lebte drei Jahre lang der deutsche Mineraloge Carl Ludwig Giesecke bei ihm, den er kostenlos aufnahm. Dies konnte er sich leisten, da er dank des erfolgreichen Handels ein wohlhabender Mann geworden war. Er verfügte über eine Privatbibliothek mit 700 Büchern, die er im gesamten Inspektorat verlieh.
1807 überlegte man die Kirche in Nuuk abzureißen, da die Kolonie keinen eigenen Missionar mehr hatte, aber Myhlenphort ließ sie stattdessen auf eigene Kosten renovieren. Myhlenphort war auch am Bildungswesen interessiert und schlug die Errichtung eines Seminariums und den Druck von Büchern vor, was aber aufgrund des erst 1814 endenden Kriegs nicht durchgeführt wurde. Erst 1845 wurden zwei Seminarien in Grönland gegründet (siehe Grønlands Seminarium).
1814 wurde Dänemark-Norwegen aufgelöst und obwohl er aus Norwegen stammte, beschloss er sich bei der norwegischen Unabhängigkeit, die dänische Staatsbürgerschaft anzunehmen. Später verschlechterte sich sein gesundheitlicher Zustand vermutlich etwas, was seinem äußerst schlechten Wohnhaus zugeschrieben wird, dessen Inneres regelmäßig bei Regenwetter durchnässt wurde. Am 7. Dezember 1821 starb Marcus Nissen Myhlenphort plötzlich im Alter von 62 Jahren, nachdem er 35 Jahre lang seine Heimat nicht mehr gesehen hatte. Sein hohes Erbe ging größtenteils an seine Haushälterin und seine uneheliche Tochter und an seine Schwester Anna Elisabeth verw. Mechlenborg verw. Rougtved. Einen kleineren Teil erhielten die Kinder Albrecht Lynges sowie seine Patentochter Marcusine Wolff. Eine andere Schwester, Sophia Susanna verw. Sahling, klagte nach seinem Tod, dass sie nichts vom Erbe erhalten hatte, aber die Klage wurde abgewiesen.